# Целлер (замок)
Целлер (нидерл. Kasteel van Zellaer) — замок в неоготическом стиле, построенный в конце XIX века к северу от центра городка Бонхейден, в округе Мехелен. в провинции Антверпен, Бельгия. По своему типу относится к замкам на воде.

## История

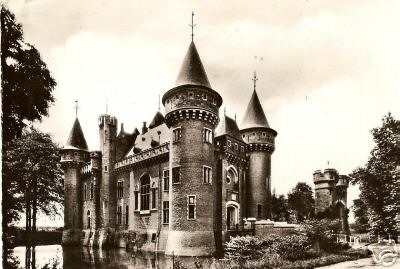
Изображение замка на открытке 1900 года

### XIX век
Ранее на месте нынешней резиденции существовала старая крепость. Но при строительстве нового комплекса она была снесена. Остались только некоторые фрагменты старого фундамента. При его внимательном изучении удалось обнаружить деревянные сваи, забитые в основание ещё в XIII веке. Таким образом, общий возраст замка может достигать семи столетий. 
Вероятно, самым ранним владельцем имения был Вутер Бертут, лорд Мехелена. От него замок перешёл Арнольду ван Целлеру, чьё имя и закрепилось в названии. Сохранилось описание прежней крепости. В частности в объявлении о торгах по продаже поместья, опубликованных 20 октября 1836 года.
Замок Целлер построен между 1888 и 1892 годами для барона Густава Евгения Лео Марии Гисленуса де Вриера. Проект подготовил архитектор из Мехелена по фамилии Хугенбаартс. По желанию заказчика дворцово-замковый комплекс возводился в модном для конца XIX века неоготическом стиле. Вокруг разбили живописный парк.
При строительстве комплекса использовались блоки из белого песчаника из разрушенных фортов города Вилворде. Местных фермеров землевладелец обязал перевозить эти крупные камни за свой счёт на лошадях и телегах. 

### XX век
После смерти барона замок стал приходить в упадок. Здание серьёзно пострадало в годы Первой мировой войны.
В конце 1950-х годов комплексом Целлер, который находился в заброшенном состоянии, заинтересовался священник Винсент д'Хё. Ранее он был францисканским монахом в аббатстве Орваль во Франции. Он посчитал, что замок может стать прекрасным местом уединения для тех, кто устал от повседневной суеты и желает чаще проводить время в молитвах, но не готов уйти в монастырь. Сторонников подобного подхода часто называют представителями движения Фойе де Шарите. Оно возникло ещё в 1930-е годы. Одной из его основательниц считается Марта Робин (1902–1981).
Винсент д'Хё, у которого было много сторонников, перебрался во Фландрию и договорился с местными властями о предоставлении ему обветшавшего здания. Священник нашёл поддержку у местной евангелической общины. За счёт пожертвований были собраны средства на ремонт и реставрацию замка. 
Официальное торжественное открытие комплекса, в котором расположилась местная община движения Фойе де Шарите, произошло в 1962 году.

## Описание замка
Неоготический замок построен на искусственном острове посреди большого пруда. Комплекс со всех сторон окружён водой. Несколько широких рвов, которые в прежние времена играли роль естественного препятствия при вражеских вторжениях,  сохранилось в парке вокруг замка. Комплекс имеет форму прямоугольника. С трёх сторону по углам возведены высокие выступающие круглые башни. В северо-западной углу находится крупная прямоугольная башня, которая играет роль декоративного бергфрида. Внутрь можно попасть по каменному мосту, которые переброшен через ров с восточной стороны.
Нередко можно встретить утверждение, что Целлер является уменьшенной копией одного из замков долины Луары. Однако никаких доказательств на этот счет не имеется. 

## Современное использование
Замок по прежнему находится в распоряжении сторонников движения Фойе де Шарите. Сейчас в здании находится ретритный центр, где желающие могу найти место уединения и посвятить время духовной практике.

## Галерея

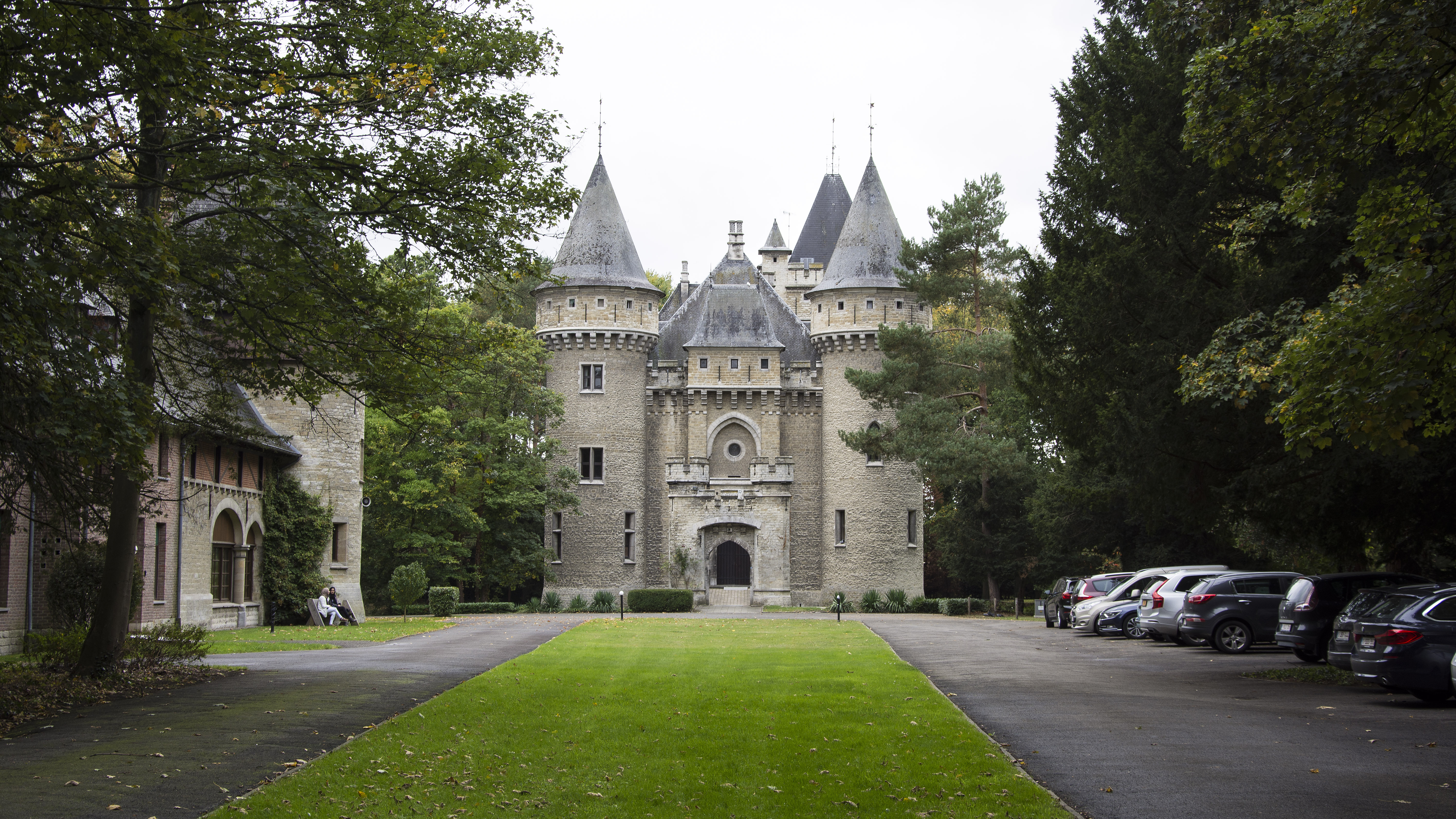
Фасад замка со стороны входа
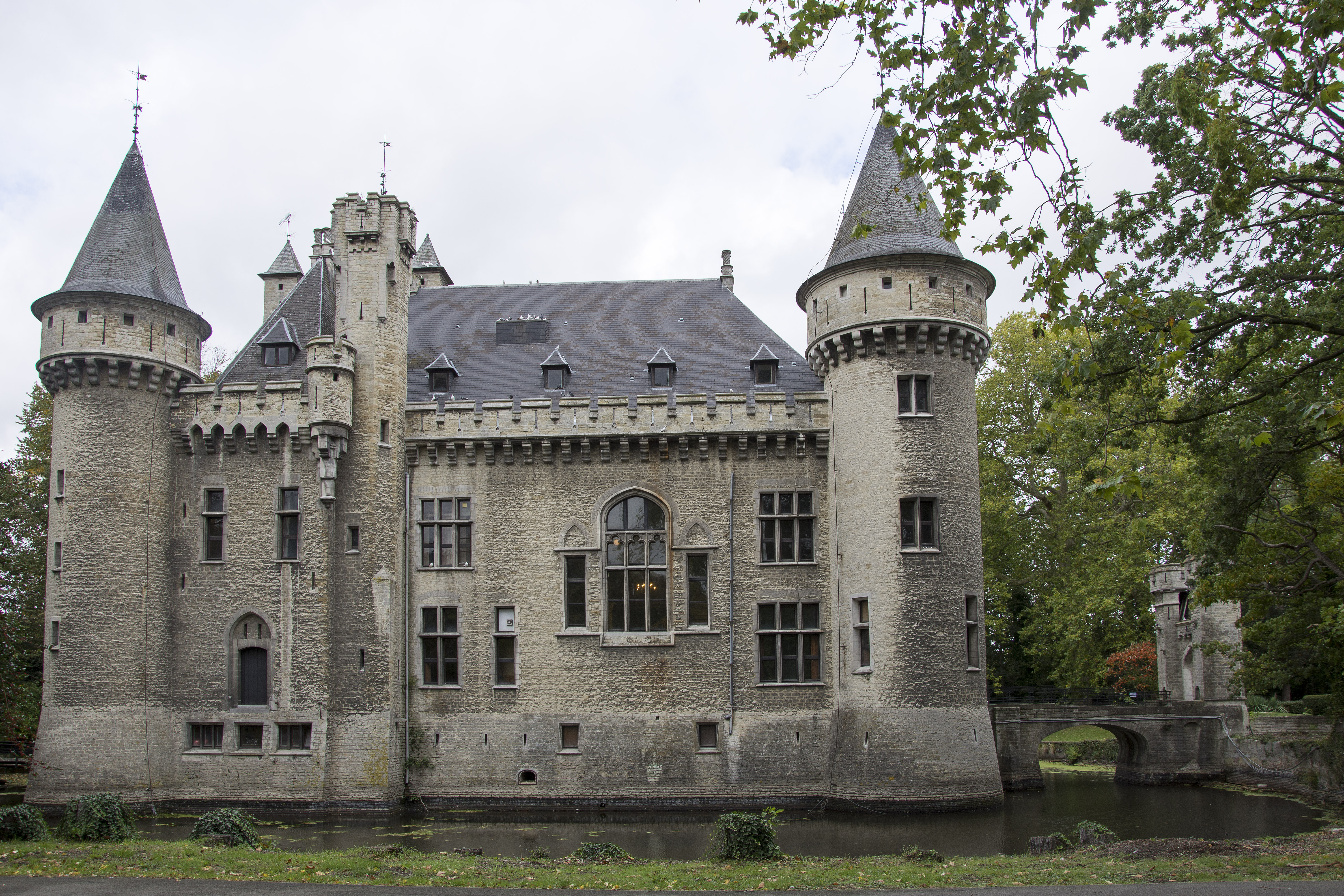
Южный фасад замка
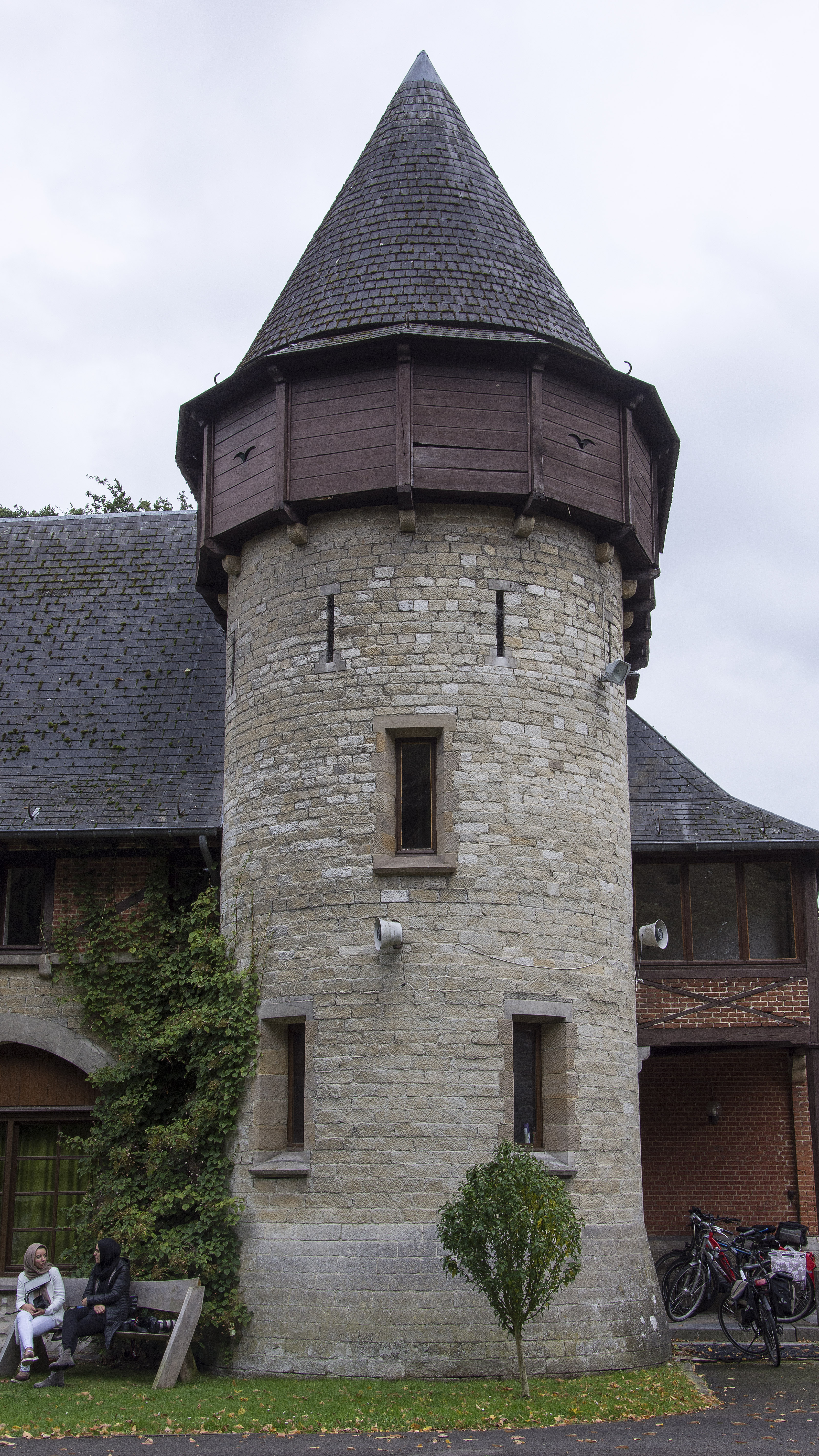
Одна из угловых башен
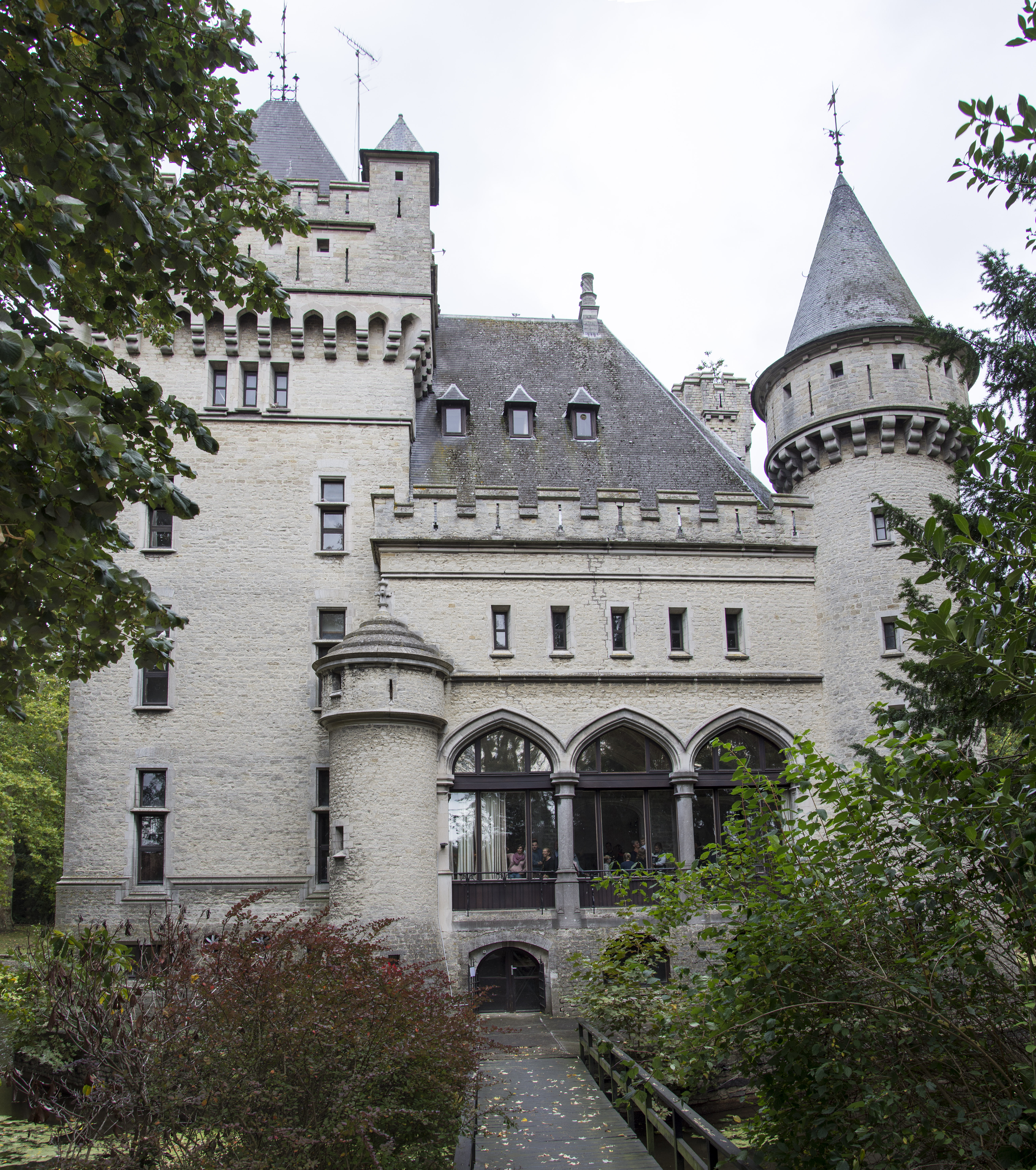
Вид замка с западной стороны
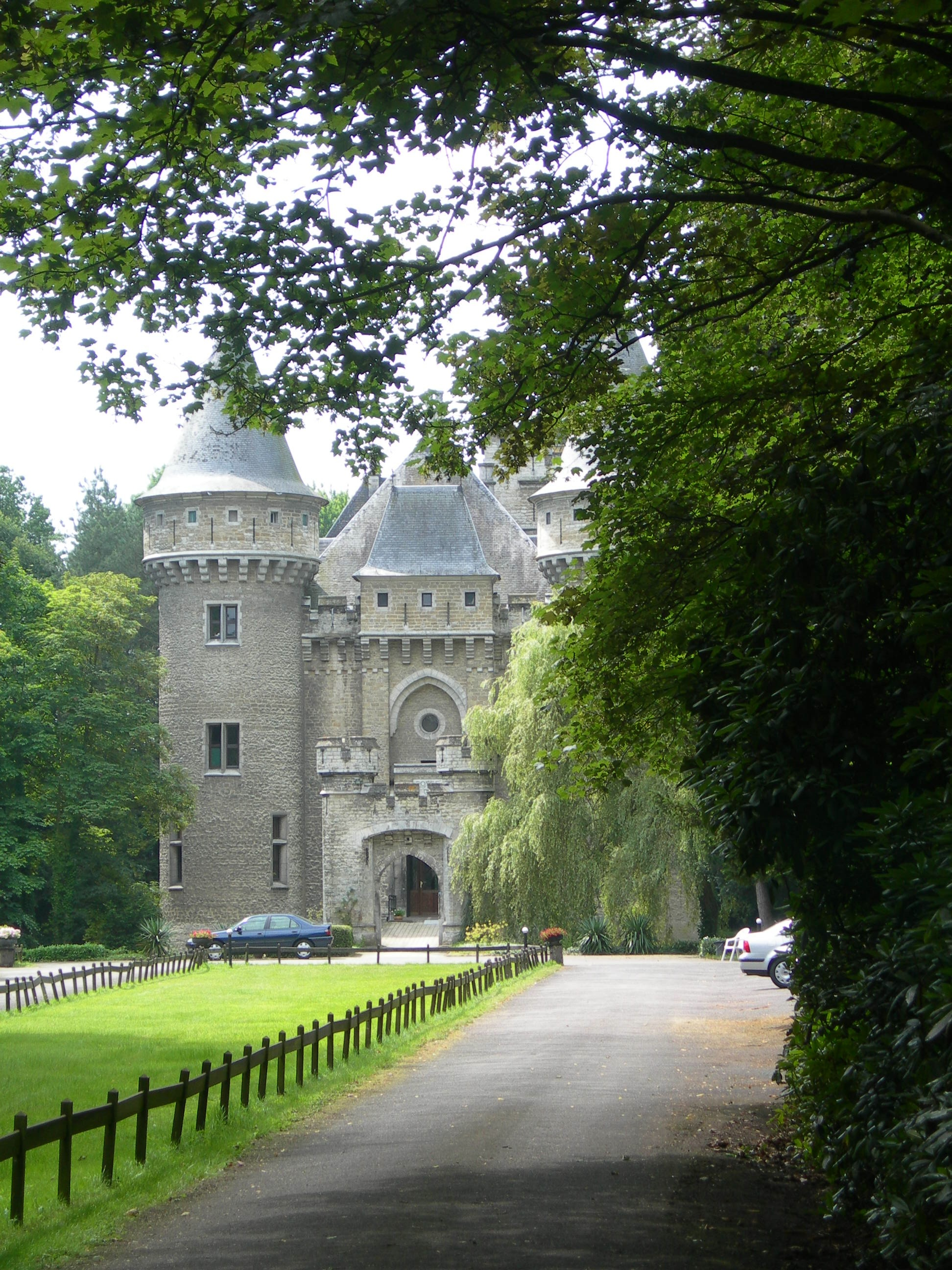
Види замка Целлер со стороны парка